# Калијум перманганат(VII)
Калијум перманганат (латински kalium hipermanganicum) је неорганско хемијско једињење које спада у групу калијумових соли. Молекулска формула калијум перманганата је 4.
При нормалним условима налази се у чврстом агрегатном стању и има густину 2,7 g/cm³. Гради карактеристичне плаво-љубичасте кристале. Доста лоше се раствара у води (на температури 20 ° 6,4  у 100 cm³). На температури преко 230 ° разлаже се по формули: 
Калијум перманганат је јак оксиданс. Реакција доста зависи од pH вредности раствора. У киселим растворима подлеже редукцији до слабо обојеног манган(II): 
У слабим базним и неутралним растворима редукује се до манган диоксида, који се издваја из раствора у облику браон талога: 
Док се у јако базним растворима редукује до зеленог мангана (VI): 
Калијум перманганат поседује јаке бактерицидне особине (убија бактерије). Због тога се користи за пречишћавање воде за пиће, у мастима за дезинфекцију грла и у препаратима за дезинфекцију рана.
Водени раствори калијум перманганата у зависности од концентрације поседују боју од светлоцрвене до тамнољубичасте, при чему се боја појављује већ при веома малим количинама овог једињења.
Моларна маса калијум перманганата је 158.04 g/mol

## Галерија слика
- Растварање калијум перманганата у води – почетак
- Растварање калијум перманганата у води – средина
- Растварање калијум перманганата у води